# إلياس وايت
إلياس وايت (بالإنجليزية: Elias White)‏ هو سياسي أمريكي، ولد في 26 يونيو 1826، وتوفي في 24 يناير 1916. حزبياً، نشط في الحزب الديمقراطي. وقد انتخب عضو جمعية ولاية ويسكونسن.